# Chileense parlementsverkiezingen 1997
De Chileense parlementsverkiezingen van 1997 vonden op 11 december van dat jaar plaats. In de Kamer van Afgevaardigden en de Senaat bleef de centrumlinkse partijencombinatie Concertación de grootste.

## Uitslagen

### Kamer van Afgevaardigden
| Lijst                         | Afbeelding                    | Partij                                     | Afkorting                     | Stemmen   | Percentage | Zetels | Verschil |
| ----------------------------- | ----------------------------- | ------------------------------------------ | ----------------------------- | --------- | ---------- | ------ | -------- |
| A                             |                               | Partido Humanista                          | PH                            | 168.597   | 2,91%      | 0      | Stabiel  |
| B                             |                               | Unión por Chile                            |                               | 2.101.392 | 36,26%     | 47     | 1        |
| B                             |                               | Renovación Nacional                        | RN                            | 971.903   | 16,77%     | 23     | 6        |
| B                             |                               | Unión Demócrata Independiente              | UDI                           | 837.736   | 14,45%     | 17     | 2        |
| B                             |                               | Partido del Sur                            | SUR                           | 20.813    | 0,38%      | 1      | 1        |
| B                             |                               | Onafhankelijken op lijst B                 | ILB                           | 270.940   | 4,67%      | 6      | 2        |
| C                             |                               | Concertación de Partidos por la Democracia |                               | 2.927.692 | 50,51%     | 69     | 1        |
| C                             |                               | Partido Demócrata Cristiano                | PDC                           | 1.331.745 | 22,98%     | 38     | 1        |
| C                             |                               | Partido por la Democracia                  | PPD                           | 727.293   | 12,55%     | 16     | 1        |
| C                             |                               | Partido Socialiste de Chile                | PS                            | 640.397   | 11,05%     | 11     | 4        |
| C                             |                               | Partido Radical Socialdemócrata            | PRSD                          | 181.538   | 3,14%      | 4      | 2        |
| C                             |                               | Onafhankelijken op lijst C                 | ILC                           | 46.719    | 0,81%      | 0      | 1        |
| D                             |                               | La Izquierda                               |                               | 434.148   | 7,49%      | 0      |          |
| D                             |                               | Partido Comunista                          | PCCh                          | 398.588   | 6,88%      | 0      | Stabiel  |
| D                             |                               | Nueva Alianza Popular                      | NAP                           | 8.971     | 0,15%      | 0      |          |
| D                             |                               | Onafhankelijken op lijst D                 | ILD                           | 26.589    | 0,46%      | 0      | Stabiel  |
| E                             |                               | Chile 2000                                 |                               | 123.922   | 2,14%      | 2      | Stabiel  |
| E                             |                               | Unión de Centro Centro Progresista         | UCCP                          | 68.22     | 1,19%      | 2      | Stabiel  |
| E                             |                               | Onafhankelijken op lijst E                 | ILE                           | 55.100    | 0,95%      | 0      |          |
|                               |                               | Onafhankelijke en Partijloze kandidaten    | Ind                           | 40.022    | 0,69%      | 2      | 2        |
| Totaal aantal geldige stemmen | Totaal aantal geldige stemmen | Totaal aantal geldige stemmen              | Totaal aantal geldige stemmen | 5.795.773 | 82,25%     |        |          |
| Ongeldige stemmen             | Ongeldige stemmen             | Ongeldige stemmen                          | Ongeldige stemmen             | 298.564   | 4,24%      |        |          |
| Blanco stemmen                | Blanco stemmen                | Blanco stemmen                             | Blanco stemmen                | 952.014   | 13,51%     |        |          |
| Totaal uitgebrachte stemmen   | Totaal uitgebrachte stemmen   | Totaal uitgebrachte stemmen                | Totaal uitgebrachte stemmen   | 7.046.351 | 100%       |        |          |

### Senaat
| Lijst                                     | Partij                                     | Afkorting                                 | Percentage | Zetels | Verschil |
| ----------------------------------------- | ------------------------------------------ | ----------------------------------------- | ---------- | ------ | -------- |
| A                                         | Partido Humanista                          | PH                                        | 2,22%      | 0      | Stabiel  |
| B                                         | Unión por Chile                            |                                           | 36,64%     | 9      | 1        |
| B                                         | Renovación Nacional                        | RN                                        | 14,85%     | 2      | 1        |
| B                                         | Unión Demócrata Independiente              | UDI                                       | 17,19%     | 3      | 1        |
| B                                         | Onafhankelijken op lijst B                 | ILB                                       | 4,60%      | 4      | 1        |
| C                                         | Concertación de Partidos por la Democracia |                                           | 49,88%     | 11     | 1        |
| C                                         | Partido Demócrata Cristiano                | PDC                                       | 29,22%     | 10     | 1        |
| C                                         | Partido por la Democracia                  | PPD                                       | 4,29%      | 0      | Stabiel  |
| C                                         | Partido Socialista de Chile                | PS                                        | 14,58%     | 1      | 1        |
| C                                         | Partido Radical Socialdemócrata            | PRSD                                      | 1,79%      | 0      | 1        |
| D                                         | La Izquierda                               |                                           | 8,64%      | 0      | Stabiel  |
| D                                         | Partido Comunista                          | PCCh                                      | 8,44%      | 0      | Stabiel  |
| D                                         | Onafhankelijken op lijst D                 | ILC                                       | 0,20%      | 0      | Stabiel  |
| E                                         | Chile 2000                                 |                                           | 2,62%      | 0      | Stabiel  |
| E                                         | Unión de Centro Centro Progresista         | UCCP                                      | 0,43%      | 0      | Stabiel  |
| E                                         | Onafhankelijken op lijst E                 | ILE                                       | 2,19%      | 0      | Stabiel  |
| Totaal aantal geldige stemmen : 4.239.366 | Totaal aantal geldige stemmen : 4.239.366  | Totaal aantal geldige stemmen : 4.239.366 | 83,08%     |        |          |